# Chironomus triornatus
Chironomus triornatus är en tvåvingeart som beskrevs av Weyenbergh 1886. Chironomus triornatus ingår i släktet Chironomus och familjen fjädermyggor. Inga underarter finns listade i Catalogue of Life.